# Одісея «Місячної зірки»
Одісея «Місячної зірки» (англ. Moonstar Odyssey) — науково-фантастичний роман американського письменника Дейвіда Джерролда, присвячений існуванню людського суспільства в далекому майбутньому. У 1977 році номіновано на премію Неб'юла.

## Сюжет
Події відбуваються у далекому майбутньому на заселеній планеті (розуміється Земля). Люди, що на ній проживають, перетворили (тераформували) Місяць на супутник з океанами та морями, гірськими піками, якими є краї колишніх кратерів. Розвиток людства призвів до безстатевості (андрогенності) при народженні людини. Вони зростають усім разом у школах. З настанням юнацького віку повинні обрати свою стать (ким бути у подальшому — дівчиною або хлопцем).
Головним героєм є Джоба, що народилося в тіні місячної зірки. Незабаром повинна настати мить, коли воно обере свою стать на відповідному острові Опціон (Вибір). Потім відбудеться навчання відповідно до цього вибору. Втім Джоба з дитинства відчувала себе особливою. Під час шляху до Опціону один з плазмових щитів, що захищали планету, було знищено. Тому Джоба, не бажаючи робити вибір, вирішує відправити на подорож кораблем «Місячною зіркою» задля розуміння хто воно (вона чи він), а також знайти засоби для порятунку планети.